# Al-Mútadid
|  | Per a altres significats, vegeu «Abbad ibn Muhàmmad al-Mútadid». |

Abu-l-Abbàs Àhmad al-Mútadid bi-L·lah —àrab: أبو العباس أحمد المعتضد بالله, ʿAbū al-ʿAbbās Aḥmad b. Talha al-Muʿtaḍid bi-Llāh—, més conegut pel seu làqab com a al-Mútadid (857-902) fou califa abbàssida de Bagdad (893-902). Era fill del regent Talha al-Muwàffaq ibn al-Mutawàkkil i net del califa al-Mutawàkkil.
Va rebre educació militar i des de 880/881 apareix en combat contra els zanj. El 885 fou enviat contra Khumàrawayh ibn Àhmad ibn Tulun. El febrer/març del 885 les seves tropes es van enfrontar a les de Khumàrawayh a la batalla dels molins (al-Tawahin), al sud de Palestina i els caps de tots dos bàndols van fugir vergonyosament als primers xocs. La victòria fou pels egipcis perquè un general, Sad al-Aysar, es va dirigir a Damasc i la va ocupar, però allí es va revoltar contra el seu senyor (després l'emir el va matar de pròpia mà). Khumàrawayh va tractar els presoners amb màxima clemència per cercar la reconciliació.
Va tenir males relacions amb el seu pare que una vegada, el 888/889, el va fer arrestar, però els seus partidaris en van exigir la llibertat. Mort el pare el juny del 891, va rebre el lakab d'al-Mútadid i va heretar la posició paterna com a segon en la línia de successió després d'al-Mufàwwad (fill d'al-Mútamid, llavors califa). Els partidaris del seu pare van passar a ser-ho seus, entre els quals destaca la figura del visir Ubayd Allah ibn Sulayman ibn Wahb, i també el general Badr, després anomenat Badr al-Mutadidi. L'abril del 892 al-Mufàwwad fou desposseït de la seva condició d'hereu i al-Mútamid va ocupar el primer lloc. Sis mesos després, l'octubre del 892, a la mort d'al-Mútamid, va ser proclamat califa. La seva força eren les bones relacions amb els caps militars. El nou califa dirigia els exèrcits i va passar la major part del regnat en campanya.
Es va enfrontar a l'emir d'Amida, Ahmad ibn Isa ibn Shaykh al-Shaybani: el 893 va ocupar Mossul que estava en poder del shaybànida i el 899 li va arrabassar Amida, on ara governava Muhammad ben Ahmed ben Isa al-Shaybani, el fill i successor. Va donar suport al cap taghlabita Hamdan ibn Hamdun amb qui involuntàriament va afavorir la pujada dels hamdànides. Per un acord amb els safàrides (892/893) aquests foren confirmats a Khorasan i Fars, però Rayy i el Jibal (Esfahan i Hamadan) quedava sota control directe abbàssida. No obstant això, el califa no va poder retenir Rayy i la va haver de lliurar als safàrides el 897 i va canviar diverses vegades de mans. A Esfahan el dulàfida Ahmad ibn Abd al-Aziz va morir el 894/895 i la successió fou disputada pel seu germà Bakr ibn Dulaf ibn Abd al-Aziz i el seu fill Umar ibn Ahmad ibn Abd al-Aziz que finalment es va imposar després de força temps de lluita; tots dos foren lleials al califa. Quan el darrer dulàfida al-Harith va pujar al poder, el califa va decidir recuperar el Jibal, i va poder derrotar al-Harith el 897/898; va morir a causa d'una caiguda de cavall durant la batalla i Esfahan va passar al califa.
Des del 897 o 898 els càrmates van començar revoltes a petita escala a la regió del Sawad a la zona de Kufa, que es van incrementar després del 899 quan el cap càrmata Abu Said al-Djannabi es va apoderar del Bahrain o al-Hassà (la costa oriental d'Aràbia). El 898 el califa va nomenar el safàrida Amr ibn al-Layth governador de Transoxiana o Mawara al-Nahr a petició pròpia, on l'emir samànida Ismail I ben Ahmad (892-907) estava en rebel·lió contra el califa. Però quan va intentar exercir els seus drets, Ismail el va derrotar a la riba de l'Oxus prop de Balkh (abril del 901) i el va fer presoner i el va enviar al califa, que tot i que nominalment era el seu delegat a la zona, no estava descontent de veure el safàrida humiliat. Després d'estar presoner un any, fou executat el 20 d'abril del 902 (just després de la mort de'al-Mútadid). Els samànides van ocupar Khorasan i es van estendre cap a Tabaristan dels zaidites, Gilan i Daylam (dominades pels justànides), regions que van saquejar durant dos anys, en els quals van arribar a ocupar Qazwín i Rayy (dominis justànides). El 900 els càrmates van aconseguir una gran victòria sobre les tropes abbàssides manades per al-Abbas ibn Amr al-Ghanawi i van ocupar la capital del Hadjar.
El visir Ubayd Allah ibn Sulayman ibn Wahb va morir el 901 i el va substituir el seu fill Abu-l-Hussayn al-Qàssim ibn Ubayd-Al·lah. Fins al 899 les finances de l'Iraq van estar en mans de la família Banu l-Furat, però llavors foren substituïts per la família rival dels Banu l-Djarrah. L'exèrcit va restar tot el regnat en mans del general Badr.
Al-Mútadid va morir l'abril del 902 i el va succeir el seu fill al-Muktafí, que havia estat governador de Rayy i d'al-Jazira.
Al-Mútadid fou el califa que va establir definitivament la capital a Bagdad (des de Samarra), on es va crear un nou barri oficial a la riba oriental que fou el nucli de la moderna Bagdad.